# Toshihiko Sahashi
Toshihiko Sahashi (佐橋 俊彦, Sahashi Toshihiko), né le 12 novembre 1959 à Tōkyō, est un compositeur japonais extrêmement prolifique. Il est sorti diplômé de l'Université des Beaux Arts et de Musique de Tokyo en 1986, et s'est fait connaître en tant que compositeur de musiques de films et surtout d'anime, notamment pour les musiques de Hunter × Hunter, de Full Metal Panic, de Gundam Seed et de Reborn. Il est également à l'origine de deux suites symphoniques, jouées par le London Symphonic Orchestra, sur ce dernier anime et sa suite, Gundam Seed Destiny. On connaît très peu de choses sur le personnage en lui-même ; aucun entretien avec lui n'ayant été réalisé, presque aucune information sur lui n'ayant filtré hors son travail.
Ses compositions sont d'un genre opulent et symphonique avec des relents de musique néo-classique, voire néo-baroque, en outre souvent caractérisées par des ostinatos rythmiques efficaces (en abondance dans Gundam Seed Destiny OST IV et Simoun OST I), l'usage de techniques sophistiquées et d'écriture harmonique complexe, telle que la fugue. Tout cela permet au compositeur de dévoiler sa parfaite compréhension de la musique occidentale ancienne et moderne, là où un Joe Hisaishi restera souvent bloqué à l'époque d'un Rimski-Korsakov. Le point négatif de cela, flagrant, réside dans le constat de poncifs comme les derniers titres de Gundam Seed Destiny OST IV vis-à-vis de Dvorak par exemple : Toshihiko Sahashi se rapproche ainsi de Brahms.
L'un de ses autres traits fondamentaux est son usage constant, dans chacune de ses bandes-sons, de claviers — auxquels certains adhéreront, alléguant d'une montée émotionnelle conséquente, tandis que d'autres trouveront ces élans pseudo-romantiques sirupeux voire insipides.
Le compositeur n'hésite pourtant pas à procéder à des hybridations, à l'instar d’Iwasaki Taku, dans le domaine de ce que l'on pourrait qualifier comme étant une école de musique japonaise fortement influencée par les musiques de films américains, notamment celles de MediaVentures (Hans Zimmer, Harry Gregson-Williams). Black Blood Brothers OST est en ce sens un exemple en matière de concrétions massives de styles variés. Dans des scores comme ceux de Full Metal Panic, Toshihiko Sahashi nous fait étalage de sa maîtrise de nombreux genres musicaux, délivrant des pièces allant du reggae au hard rock, en passant par le blues, ce qui n'est pas sans rappeler des compositeurs connus tels que Yoko Kanno ou Kenji Kawai.
Un point pour le moins curieux dans les œuvres du stakhanoviste de la musique de dessins animés relève du son en lui-même. Cela vient d'un détail saisissant : les timbres de cordes et de trombones sont parfaitement identiques dans toutes ses productions depuis 2002 inclus, ce qui laisse à soupçonner l'usage d'une synthèse orchestrale dans la majorité de ses créations récentes. Ce point n'est qu'hypothétique, mais cependant très vraisemblable. De plus, cela justifierait les interprétations parfaites et le rythme effréné de production depuis 2002 — sans obstacle apparent à l'enregistrement.

## Compositions
- Adrien le sauveur du monde (TV)[5]

- Genji Tsuushin Agedama (TV)

- Cooking Papa (TV)
- Fatal Fury : Legend of the Hungry Wolf (OAV)[6]

- Fatal Fury 2 : The New Battle (OAV)
- Ghost Sweeper Mikami (ja) (TV)
- Kishin Corps (OAV)
- Magic Knight Rayearth (OAV)
- Ultraman : The Ultimate Hero (live-action TV)[7]

- Akazukin Chacha (TV)
- Fatal Fury: The Motion Picture (movie)
- Haou Taikei Ryuu Knight (TV)
- Lord of Lords Ryu Knight : Adeu's Legend (OAV)

- Future GPX Cyber Formula Saga (OAV)
- Kochira Katsushika-ku Kamearikouen-mae Hashutsujo (TV)
- La Légende de Crystania (OAV)

- Chou Majin Eiyuuden Wataru (TV)
- Cutey Honey Flash (TV)

- Future GPX Cyber Formula Sin (OAV)
- Seijū Sentai Gingaman (live-action TV)
- Ultraman Gaia (live-action TV)

- Angel Links (TV)
- Blue Stinger (VG)[8]
- Hunter × Hunter (TV)
- Kochira Katsushika-ku Kamearikouen-mae Hashutsujo : The Movie (movie)
- Steel Angel Kurumi (TV)
- The Big O (TV)

- Carried by the Wind : Tsukikage Ran (TV)
- Gear Fighter Dendoh (TV)
- Kamen Rider Kuuga (live-action TV)
- Steel Angel Kurumi Encore (OAV)

- Kamen Rider Agito (live-action TV)
- Steel Angel Kurumi 2 (TV)
- Steel Angel Kurumi Zero (OAV)
- Vampiyan Kids (TV)

- Fullmetal panic! (TV)
- Hunter × Hunter (OAV)
- Mobile Suit Gundam SEED (TV)
- Rizelmine (TV)
- Steel Angel Kurumi Pure (live-action TV)
- Whistle ! (TV)

- Fullmetal panic? fumoffu (TV)
- Gunslinger Girl (TV)
- Mobile Suit Gundam SEED Symphonic Suite

- Burn-Up Scramble (TV)
- Hit wo Nerae ! (TV)
- Hunter × Hunter - Greed Island Final (OAV)
- Love Love ? (TV)
- Mobile Suit Gundam SEED : Special Edition (OAV)
- Mobile Suit Gundam SEED Destiny (TV)
- The Cosmopolitan Prayers (TV)
- Zipang (TV)

- Capeta (TV)
- Fullmetal panic! the second raid (TV)
- Kamen Rider Hibiki (live-action TV)

- Black Blood Brothers (TV)
- Fullmetal panic! the second raid (OAV)
- Mobile Suit Gundam SEED Destiny : Special Edition (OAV)
- Mobile Suit Gundam SEED Destiny Symphonic Suite
- Simoun (TV)
- Ultraman Mebius and Ultra Brothers (movie)

- Katei Kyōshi Hitman Reborn! (TV)
- Hanayome to Papa (TV)
- Kamen Rider Den-O (live-action TV)

- Shikaotoko Aoniyoshi (TV Drama)

- Saint Seiya Omega (TV)

- Saint Seiya: Soul of Gold (TV)